# William Sherard
William Sherard, angleški botanik, diplomat in pedagog, * 27. februar 1659, Bushby, Leicestershire, † 11. avgust 1728.
Sherard velja za najpomembnejšega angleškega botanika svojega časa. Poleg svoje raziskovalnega dela in pedagoškega (na Univerzi Oxford) je bil med letoma 1703 in 1716 tudi britanski konzul v Smirni.